# На острие
«На острие» — российская спортивная драма режиссёра Эдуарда Бордукова. В главных ролях: Светлана Ходченкова, Стася Милославская и Сергей Пускепалис.
Премьера фильма была запланирована на 26 марта 2020 года, однако из-за пандемии коронавируса она была перенесена на неопределённый срок. В России показ в кинотеатрах состоялся 26 ноября 2020 года. Телевизионная премьера фильма состоялась 7 ноября 2021 года на «Первом канале».
В основе сюжета лежит реальная история противостояния саблисток Яны Егорян и Софьи Великой в финале Олимпийских игр 2016 года в Рио-де-Жанейро. Великая консультировала создателей фильма. Из-за переноса даты премьеры создатели картины решили добавить в конце фильма документальные кадры олимпийского турнира фехтовальщиц не только 2016, но и 2021 года.

## Сюжет
Александра Покровская — знаменитая саблистка, у которой остаётся последняя цель — взять олимпийское золото. Путь Александре  преграждает другая талантливая спортсменка — молодая и неизвестная саблистка Кира Егорова.
Кира амбициозна, уверена в себе. Она непременно хочет попасть на Олимпиаду. Выигрывая соревнования одно за другим она идёт к цели. Но её соперница — опытная Александра, посвятившая всю жизнь фехтованию.
Покровская намерена попасть на Олимпиаду и взять золото. И внезапное появление противника, который может её остановить, делает её только сильнее (и именно это является планом её тренера). Но, чтобы добиться успеха, приходится идти на подлости, которые Покровская не может себе простить.[уточнить]

## В ролях
- Светлана Ходченкова — Александра Покровская, саблистка
- Стася Милославская — Кира Егорова, саблистка
- Сергей Пускепалис — Гаврилов, тренер сборной России
- Алексей Барабаш — Константин, муж Покровской
- Кирилл Дегтярь — Марк, тележурналист, бойфренд Егоровой
- Софья Эрнст — Нина Погодина, саблистка
- Хильда Кармен — Алина Рыбникова, саблистка
- Евгений Сытый — отец Киры Егоровой
- Кристина Кучеренко — Маргарита, соседка Киры по общежитию
- Павел Колобков — министр спорта (камео)
- Андрей Филиппак — врач сборной
- Андрей Харыбин — первый тренер Киры
- Александр Кузнецов — судья
- Леся Кудряшова — Любовь Андреевна, вахтёр
- Альберт Бартош — почётный член МФФ
- Мария Киселёва — олимпийская чемпионка (камео)
- Дарья Пучкина — ученица фехтовальной школы